# Jean Carzou
Jean Carzou, właśc. Garnik Zulumian (ur. 1 stycznia 1907 w Aleppo, zm. 12 sierpnia 2000 w Périgueux) – francuski malarz pochodzenia syryjsko-ormiańskiego.

## Życiorys
Ukończył szkołę średnią w Kairze. W 1924 rozpoczął studia architektury na paryskiej Académie des beaux-arts, które ukończył w 1929. Rozpoczął pracę jako scenograf teatralny, lecz wkrótce zajął się rysunkiem i malarstwem. 
W latach trzydziestych stworzył wiele karykatur politycznych. Od 1930 wystawiał obrazy na Salonie Niezależnych pod przybranym nazwiskiem Jean Carzou.
Po II wojnie światowej powrócił do scenografii. Współpracował z Operą Paryską.
Zasiadał w jury konkursu głównego na 29. MFF w Cannes (1976). 
W miejscowości Dinard w Bretanii istnieje muzeum poświęcone jego twórczości. Carzou został wybrany członkiem Institut de France.

## Odznaczenia
- Oficer Legii Honorowej
- Komandor Orderu Narodowego Zasługi
- Komandor Orderu Sztuki i Literatury